# Karawas
Karawas (gr.: Καραβάς, tur.: Alsancak) − miasto i jedna z gmin (gr.: Δήμος) dystryktu Kirenia. Populacja wynosiła 2400 mieszkańców (1960).
Gmina de facto pod zarządem Cypru Północnego.